# Улем

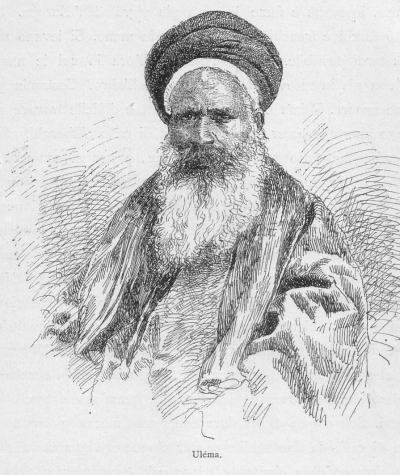
Османский учёный

Уле́мы (араб. علماء‎ [уляма́] «знающие, учёные»; ед.ч. عالم‎ [а́лим]) или али́мы — собирательное название признанных и авторитетных знатоков теоретических и практических сторон ислама. Со временем стало уважительным прозвищем.
По давней традиции улемы получают образование в религиозных учреждениях (медресе). Коран и сунна (подлинный хадис) являются источниками традиционного исламского права.
Право называться улемами всегда оспаривалось знатоками Корана и преданий, правоведами-факихами и др. Улемы противопоставлялись адибам, философам, суфиям. Они подразделялись на сообщества по профессиональным занятиям, принадлежности к богословско-правовым школам (мазхабам), по месту проживания и т. д. Эти сообщества не имели, однако, четких организационных форм. Но с XVI века улемы постепенно превращаются в единую социальную силу. Этому способствовало резкое противопоставление суннитского ислама в лице Османской империи шиитскому исламу, провозглашенному официальной формой исповедания ислама в Сефевидском Иране.
В Иране постепенно сложилась иерархия официальных духовных деятелей (от муджтахидов до мулл), которых в совокупности часто называли улемами.
В Османской империи была учреждена должность официального главы улемов, которым являлся муфтий Стамбула, носивший титул шейх-уль-ислам.
В условиях ослабления мусульманских государств в новое время в них возрастала роль различных объединений улемов, становившихся порой ведущей силой в жизни этих стран. Однако по мере секуляризации социальной жизни и образования в ряде мусульманских стран социальная база улемов сужается. В этих условиях проявляется неоднородность улемов как социальной силы.